# Actinoseris
Actinoseris – rodzaj roślin z rodziny astrowatych (Asteraceae). Obejmuje w zależności od ujęcia 6 lub tylko 1 gatunek. Rośliny te rosną w Ameryce Południowej – w południowo-wschodniej Brazylii, w Urugwaju i północno-wschodniej Argentynie.

## Systematyka
Pozycja według APweb (aktualizowany system APG III z 2009)
Najbardziej zróżnicowany rodzaj z podrodziny Mutisioideae w obrębie rodziny astrowatych (Asteraceae) z rzędu astrowców (Asterales) należącego do dwuliściennych właściwych.
Gatunek zaakceptowany według TPL
- Actinoseris radiata (Vell.) Cabrera